# سوترية كلبية
سوترية كلبية (الاسم العلمي: Sutterella stercoricanis) هي نوع من البكتيريا، سلبية الغرام، تتبع جنس السوتريات.